# 曽根幸蔵
曽根 幸蔵（そね こうぞう、1903年10月15日 - 1973年10月20日）は日本の柔道家（講道館9段）。
昭和初期には珍しかった体重100kgの並外れた体躯を以って柔道界きっての豪傑と知られ、明治神宮競技大会等の大会で活躍したほか警視庁の柔道教師を務めた。講道館で最大派閥を誇った三船久蔵の高弟の1人。
また、1958年の第2回世界選手権大会で優勝した曽根康治は甥に当たる。

## 経歴
埼玉県に生まれ、幼少時は柔術を学んだ。形を中心とする稽古に物足りなさを感じていた曽根は、1920年9月に乱取り中心の講道館に入門して感激を覚え、名人・三船久蔵に師事して稽古にのめり込み翌月初段、21年7月に2段、22年6月に3段と順調に昇段を重ねた。月次試合や紅白試合にも欠かさず出場したが良い成果は残せず、本人に拠れば「右技ばかりに偏り過ぎて変化が無かったから」との事。左技の鍛錬も始めてからは次第に成績も上がり、更に前後の動きを加えてからはその効果が一層見られたという。
1927年に警視庁柔道教師を拝命し、身長170cm・体重90~100kgと当時としては並外れた大柄な体格と、朝鮮総督府警察教官の古沢勘兵衛と共に東西の双璧とまで言われた腕力の強さをもって、“警視庁の曽根”として全国にその名を知られた。立っては払腰や内股、大外刈、体落、寝ては後袈裟固、上四方固を得意とし、同年10月の第4回明治神宮大会（青年組）では優勝を飾る。
1928年5月には東京学生連合と警視庁との対抗戦で警視庁大将を務めて相手方大将の阿部信文5段（東京高師）と引き分け、1930年11月の福岡市主催第1回東西対抗試合には東軍大将で出場。
同じ頃、1930年10月の第1回全日本選士権大会地区予選では、本大会の優勝候補筆頭と目されていた不敗の柔道王・牛島辰熊を大外刈で破る大金星をあげ、この快挙は世に驚きを以って迎えられて翌日の新聞でも大々的に取り上げられている（ただし、翌11月の第1回全日本本大会では山口の柏原俊一5段に延長戦の末、抽選で敗北）。
| 段位 | 年月日         | 年齢 |
| ---- | -------------- | ---- |
| 入門 | 1920年9月2日   | 16歳 |
| 初段 | 1920年10月31日 | 17歳 |
| 2段  | 1921年7月20日  | 17歳 |
| 3段  | 1922年6月28日  | 18歳 |
| 4段  | 1925年8月9日   | 21歳 |
| 5段  | 1928年1月8日   | 24歳 |
| 6段  | 1933年6月1日   | 29歳 |
| 7段  | 1939年6月15日  | 35歳 |
| 8段  | 1945年5月4日   | 41歳 |
| 9段  | 1962年11月17日 | 59歳 |

1932年5月に柔道教士の称号を授与され1933年6月には6段に昇段。1934年5月には皇太子殿下御誕生奉祝天覧武道大会に指定選士として名誉ある出場を果たしたが、予選リーグ戦で川上忠6段を降したものの、飯山栄作5段と緒方峻6段に敗れて決勝トーナメント進出を逃した。
同年11月の第4回全日本選士権大会は初戦で富山の羽田泰文5段に敗れている。
1936年4月の初めて開催された第1回全日本東西対抗大会で曽根は東軍副将で出場、試合は西軍優勢で進み、西軍四将で武専教授の遠藤清6段と相対し挽回を期す曽根だったが、時間内に優劣付け難く試合は引き分けに終えた。続く東軍大将で同じ三船門下の佐藤金之助7段も西軍三将の古沢勘兵衛6段と引き分けたため、西軍に副将・大将残しの勝利を譲る辛酸を舐めている。
自身3度目で最後の出場となった1938年10月の第8回全日本選士権大会は専門壮年後期の部で3位に終わり、終に選士権獲得はならなかった。
1940年2月の皇紀二千六百年奉祝全日本東西対抗大会（団体勝ち抜き戦）では東軍主将で出場し、前大会と同じ顔合わせとなった西軍三将・遠藤清7段を得意の後袈裟固で破ると、続く副将の古沢勘兵衛7段（先述）と生涯で初めて相対。会場の宮崎神宮西外苑特設道場が湧き立つ中、試合は激しい攻防戦の末に決着がつかず引き分け、西軍が大将の神田久太郎7段を残して勝利を収めた。同年6月の紀元二千六百年奉祝天覧武道大会には指定選士として再度出場したが上位進出は叶わず。
曽根は当時の柔道界において他を寄せ付けない堂々たる体躯と豪快な技を持ちながら、戦前・戦後を含めて勝負運に恵まれず、大舞台であまり結果を残していないのが特筆される。曽根本人はその原因を慢心と自己分析し、1934年の昭和天覧試合での敗北を例に出して「優勝のみが頭にあり、平常心が欠けていたからだろう」と述懐していた。
なお、この頃には南郷次郎講道館長が設立した高等教員養成所の1期生として、同じく三船派の白井清一、伊藤四男ら大家と共に学んだ。

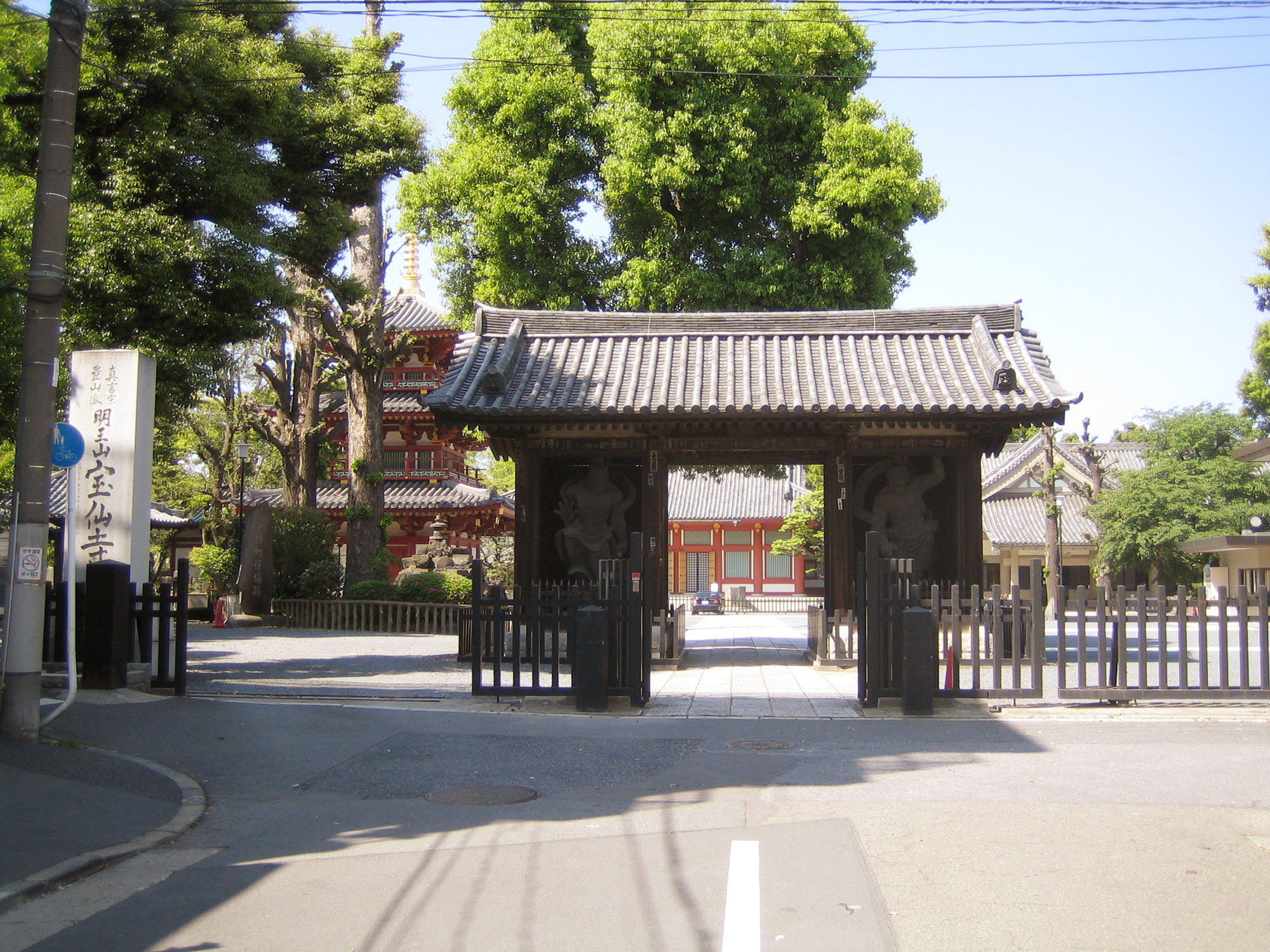
曽根をモデルにした宝仙寺・仁王像

終戦直前の1945年5月に8段。1952年11月23日には講道館創立70周年記念として開催された全日本年齢別選手権（44歳以上の部）に出場し、決勝戦で中国代表の大木明7段を崩上四方固で抑え優勝を果たした。年齢を重ねても筋肉の隆々とした見事な体格は相変わらずで講道館高段者大会（8段の部）にも4回出場、1955年には東京大空襲で焼失した宝仙寺（中野区）の仁王像再建に当たり唖像・吽像のうち吽像のモデルともなった。
名誉師範の肩書と共に警視庁を辞してからは東京都柔道連盟副会長、道友会会長、国会議員柔道連盟師範、早稲田大学・青山学院大学・歯科大学の師範等を歴任し、自ら阿佐ヶ谷に設立した「曽根道場」でも後進の指導に当たった。
曽根は投技の操法・固技の操法・稽古後の生理柔軟操法の3つを創意工夫して実践、これを門生のほか愛媛県警察と長崎県警察に指導したところ、両県警察とも管区大会で優勝する程の成果が見られたという。
柔道への情熱で右に出る者は無く、後進には「日本伝講道館柔道の門に入った以上は心魂を打ち込んで一層の努力と精進をしなければならない」「鉄は熱く赤いうち内に打てと言うが、柔道の稽古も若いうちに猛練習する事が第一」と説いていた。
また、曽根による直接指導の有無は定かではないが、1958年には甥の曽根康治が世界選手権大会で優勝を飾っている。
講道館審議員として柔道界の運営にも携わり、1962年11月に9段に昇段するなど柔道界の大御所的存在の曽根であったが、1973年に胃癌のため死去し、かつて縁のあった宝仙寺に葬られた。その死に際し警視庁柔道主席師範の塩田林松は「指導に当たっては実践躬行で常に熱を帯びた厳しい姿勢だが、稽古後は一転して慈愛溢れる温厚・闊達な人柄であった」「酒豪で飲めば飲むほど興が湧き、宴席では手拭を折って頭に乗せて野崎参りを歌い出すほど愉快な一面もあった」と講道館機関誌に寄せている。